# Dorcadion semibrunneum
Dorcadion semibrunneum là một loài bọ cánh cứng trong họ Cerambycidae.